# Brasilien-Trichterohr

Grobe Skizze des Verbreitungsgebiets (Text beachten)

Das im östlichen Südamerika verbreitete Brasilien-Trichterohr (Natalus espiritosantensis, syn. Natalus macrourus) ist ein Fledertier in der Familie der Trichterohren. Die Population zählte längere Zeit als Unterart des Kleine-Antillen-Trichterohrs (Natalus stramineus).

## Merkmale
Für die Art wurden die Kopf-Rumpf-Länge und die Schwanzlänge aufgrund unklarer taxonomischer Zuordnung der einzelnen Exemplare nicht zufriedenstellend dokumentiert. Bekannte Werte sind die Unterarmlänge von 37 bis 42 mm für Männchen sowie 37 bis 40 mm für Weibchen, die Länge der Ohren mit 12 bis 15 mm und das Gewicht eines Individuums von 6 g. Das Fell hat eine gelbbraune bis hellbraune Färbung, wobei die Unterseite immer etwas heller ist. Oberseits sind die Haare an den Wurzeln heller als an den Spitzen. Typisch sind borstige Haare auf der Oberlippe, die einem Schnauzbart ähneln. Die trichterförmigen Ohren sind oben zugespitzt. Auf der Schnauze der Männchen befindet sich zusätzlich das für die Familie kennzeichnende Natalidenorgan, das hier keilförmig bis oval ist. Unterschiede zu anderen Gattungsvertretern bestehen in abweichenden Details des Schädels und der Zähne.

## Verbreitung
Die Art ist entlang der Atlantikküste vom Bundesstaat Pará in Brasilien bis zum Bundesstaat São Paulo verbreitet. Westlich erreicht sie Paraguay und das östliche Bolivien. Das Brasilien-Trichterohr lebt im Flach- und Bergland bis 1000 Meter Höhe. Diese Fledermaus hält sich in den ökologischen Regionen Mata Atlântica, Caatinga (eine Dornenstrauchsavanne) und Cerrado (eine Feuchtsavanne) auf.

## Lebensweise
Die nachtaktiven Tiere ruhen am Tage in feuchten Kalkstein- oder Sandsteinhöhlen (95 Prozent Luftfeuchte), die weniger heiß sein können (22 bis 25 °C). Sie bilden gewöhnlich Gruppen mit 20 bis 100 Mitgliedern und teilen ihr Versteck mit 22 anderen Fledermausarten (verteilt auf mehrere Höhlen). Nach der Paarung im Frühjahr (November) bilden Weibchen eigene Kolonien mit bis zu 1000 Exemplaren. Vermutlich finden zuvor Wanderungen statt. Trächtige Weibchen sind aus den Monaten Januar und Februar bekannt, während Jungtiere im April registriert wurden. Es werden, wie bei anderen Gattungsmitgliedern, Insekten als Beute vermutet.

## Taxonomie
Die Beschreibung des Taxons Natalus stramineus espiritosantensis erfolgte 1951 durch Augusto Ruschi. Eine Studie von 2013 nimmt an, dass es sich bei dem 1856 durch Paul Gervais beschriebenen Taxon Spectrellum macrourus um einen Vertreter der Gattung Natalus handelt, der mit dieser Art identisch ist.

## Gefährdung
In einigen Höhlen Brasiliens werden die vorhandenen Fledermäuse zur Eindämmung der Tollwut getötet. Auch wenn die Populationen in der Lage sind, ihr Versteck zu wechseln, führt diese Praxis zu einer deutlichen Abnahme der Population. Schätzungsweise nahm der Gesamtbestand in den 15 Jahren vor 2013 mit 20 bis 25 Prozent ab. Eine genaue Beurteilung wird durch seltene Beobachtung dieser Art erschwert. Die IUCN listet das Brasilien-Trichterohr in der Vorwarnliste (near threatened).